# Savosa
Savosa ist eine politische Gemeinde im Kreis Vezia, im Bezirk Lugano des Kantons Tessin in der Schweiz und besteht aus den Ortsteilen Savosa, Crocifisso und Rovello.

## Geographie
Das Dorf liegt zwischen 440 und 545 m ü. M. Die Nachbargemeinden sind im Norden Vezia und Porza, im Osten Lugano, im Süden und Westen Massagno und Lugano.

## Geschichte
Eine erste Erwähnung findet das Dorf im Jahre 1335 unter dem damaligen Namen Savoxa.

## Bevölkerung
Einwohnerzahlen: Volkszählungsdaten   ab ca. 1950 rege Wohnbau-Tätigkeit in den Ortsteilen Crocifisso und Rovello

## Sehenswürdigkeiten
- Pfarrkirche Beata Vergine Annunciata, erwähnt 1578[8]
- Friedhofskapelle von Riedemann (1937)[8]
- Einfamilienhaus in Via al Bosco 14 (1983/84), Architekt: Rudy Hunziker[8]
- Mittelschule (1972/1974) und Turnhalle (1976/1977), Architekten: Mauro Buletti, Paolo Fumagalli mit Fresko des Malers Fernando Bordoni (1999)[8]
- Roccolo Crespèra[8]
- Roccolo Maggio[8]
- Schalenstein im Ortsteil San Maurizio an der Grenze der Gemeinde Lugano (420 m ü. M.)[9]

## Kultur
- AFAT Associazione Film Audiovisivi Ticino[10]

## Sport
- Football Club Savosa-Massagno[11]